# Virchow (cráter)

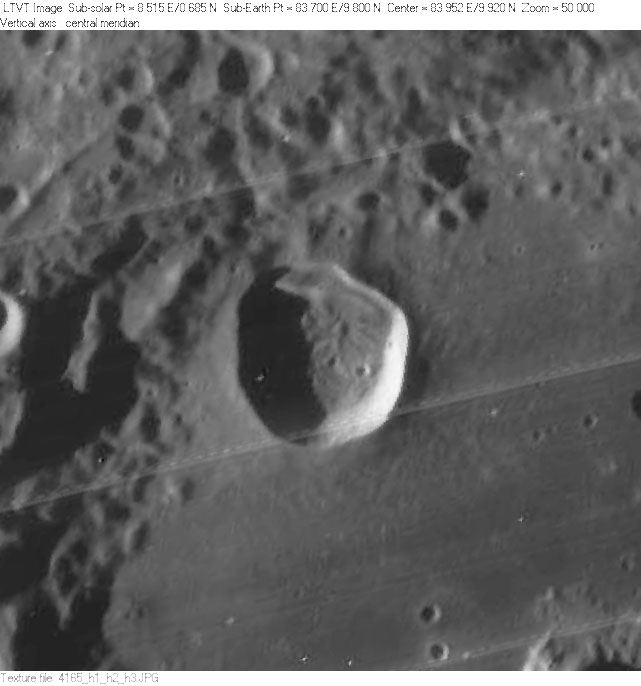
Fotografía de la misión Lunar Orbiter 4

Virchow es un pequeño cráter de impacto lunar que se encuentra en el sector del noroeste del suelo interior del prominente cráter Neper. Esta última formación se halla cerca del terminador oriental de la Luna, en el borde sur del Mare Marginis. La observación de esta área se ve obstaculizada debido al escorzo, así como por los efectos de la libración.
|  |

Virchow tiene una forma distorsionada, con un perímetro algo poligonal, particularmente en la mitad norte. El borde noroeste sobresale hacia el exterior, dando al cráter una apariencia asimétrica. Esta sección del brocal está en contacto con la pared interna del cráter Neper. Las paredes interiores de Virchow son relativamente estrechas, y el suelo interior es casi llano y carente de rasgos reseñables.
Antes de que la UAI le asignase su nombre actual, este cráter tenía la denominación de Neper G.